# 霍斯堡角
58°26′S 26°26′W / 58.433°S 26.433°W
霍斯堡角（英語：Horsburgh Point），是南極洲的海岬，位於南桑威奇群島的蒙塔古島西南部，處於斯卡利特角西北面6.3公里，在1930年由英國研究隊繪入地圖，由英國海外領土管轄。